# Abel Charloteaux
Abel Henri Edgard Joseph Ghislain Charloteaux (Merlemont, 2 maart 1897 - 24 mei 1982) was een Belgisch volksvertegenwoordiger en advocaat.

## Levensloop
Charloteaux werd advocaat-pleitbezorger in Dinant. Hij werd ook plaatsvervangend vrederechter en stafhouder van de balie van Dinant.
Hij werd politicus door zijn verkiezing tot provincieraadslid in de provincie Namen (1929-1946).
In 1946 werd hij verkozen tot PSC-volksvertegenwoordiger voor het arrondissement Dinant-Philippeville en vervulde dit mandaat tot in 1954.